# Крассовский, Ростислав Владимирович
Ростислав Владимирович Крассовский (Красовский) (1841—1909) — российский военный инженер, Инженер-генерал-лейтенант Русской императорской армии; участник Хивинского похода 1873 года и Русско-турецкой войны 1877—78 гг., строитель Оссовецкой крепости (1882—1885 гг.), затем начальник инженеров Финляндского (по 1897 год) и Петербургского (по 1900 год) военных округов Российской империи и член инженерного комитета Главного инженерного управления Военного министерства.

## Биография
Ростислав Крассовский родился 11 (23) июля 1841 года; происходил из дворян Черниговской губернии. Учился в Черниговской гимназии, Константиновском военном училище (1860—1862) и Николаевской инженерной академии (1882—1864). 
С 2 февраля по 30 сентября 1873 года Крассовский в чине капитана заведовал инженерной частью отряда, сформированного для военных действии против хивинцев, и за этот поход награждён орденами Святого Владимира 4-й степени с мечами и бантом и Святого Станислава 2-й степени с мечами и бантом. 
С началом русско-турецкой войны 1877—1878 гг., Крассовский был назначен в полевое инженерное управление действующей армии. С 28 мая по 7 июля 1877 года он состоял в Ольтеницком отряде, назначенном для организации переправы через Дунай против крепости Туртукай, и за «отличия в делах» был произведён в подполковники. 18 июля 1877 года был направлен в Систово для руководства работами по возведению укреплений; 4 сентября командирован в Западный отряд для инструментальной съёмки укреплений позиций русской и турецкой и 14 числа произвёл съёмку под неприятельским огнем, после чего был оставлен при осаде Плевны, с поручением следить за постройкой новых укреплений, батарей и траншей. По приказанию генерала графа Эдуарда Ивановича Тотлебена, с 30 октября по 12 ноября Крассовский построил под огнем противника плотину на реке Гривице. За отличия во время обложения Плевны и при взятии её 28 ноября 1877 года он был награждён командованием Золотым оружием с надписью «За храбрость». После сдачи Плевны состоял начальником съёмки укреплённых позиций Плевны, Шипки и Араб-Конака, для изготовления по этим планам рельефных моделей означенных позиций. 

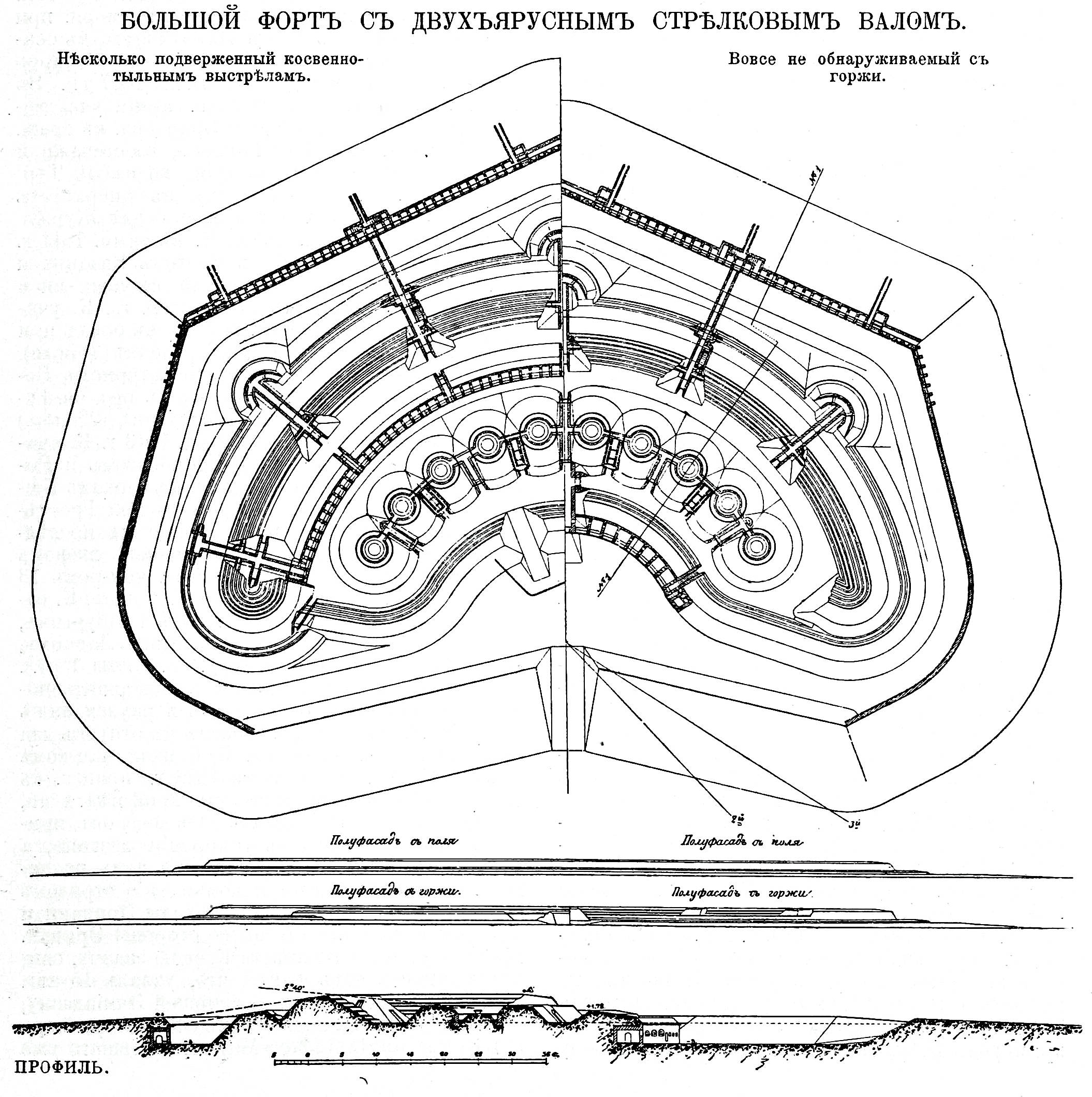
Форт Крассовского

В 1890 году Ростислав Владимирович Крассовский был произведён в генерал-майоры, а в 1898 году отмечен высочайшей благодарностью.

Могила Крассовского на Никольском кладбище Александро-Невской лавры в Санкт-Петербурге.

В дальнейшей службе, кроме штатных должностей, Крассовский с 1900 года состоял членом комиссии по вооружению крепостей, а состоя членом инженерного комитета, принимал активное участие в рассмотрении и изучении всех вопросов, связанных с постройкой российских крепостей. 
Из военно-литерных трудов Крассовского наиболее примечательна статья «Рациональный тип долговременных укреплений» в XII выпуске «Инженерного журнала» за 1881 год. В этой статье, иллюстрированной чертежами нескольких предлагаемых им типов фортов, автор проводит новые в то время идеи маскировки форта и его артиллерийские позиции приданием постройке соответствующих форм. Форт Крассовского (см. чертёж) имеет два пехотных вала с командованием +13′и +28′; из них передний, низкий, охватывает форт с горжи. Расположенная внутри форта артиллерийская позиция (артиллерийский вал), с линией огня +17′, отлично замаскирована спереди и с боков высоким пехотным валом форта (+28′). Наружные отлогости валов и их линии огня закруглены; ни один траверс не выдается над линией огня высокого вала. Из других характерных, предвосхищающих будущее, новинок в проектах Крассовского должно отметить расположение фланкирующих построек за контр-эскарпом, а также оригинальное устройство внутренней артиллерийской позиции форта в виде ряда орудийных колодцев, соединенных казематирными переходами, к которым примыкают попеременно то пороховые погребки, то поперечные галереи для сообщения с внутренностью форта и для укрытия людей. 
Крассовский также проектировал и осуществил особого типа скрывающуюся установку для легкой противоштурмовой пушки. 
Ростислав Владимирович Крассовский умер 7 января 1909 года в чине генерал-лейтенанта и был похоронен на Никольском кладбище Александро-Невской лавры. Могила до настоящего времени не сохранилась; в начале XXI века благотворительным фондом «Возрождение культурного наследия» возле Никольской церкви была установлена памятная двухсторонняя доска из гранита (вторая сторона посвящена генералу Евгению Васильевичу Богдановичу, чьё захоронение после октябрьского переворота было также уничтожено большевиками).